# Первомайское сельское поселение (Кировский район)
Первомайское се́льское поселе́ние (укр. Первомайське сільське поселення, крымскотат. Къарагозь кой юрту, Qaragöz köy yurtu) — муниципальное образование в Кировском районе Республики Крым России.
Административный центр — село Первомайское.

## История
В советское время был образован Первомайский сельский совет.
Сельское поселение образовано в соответствии с законом Республики Крым от 5 июня 2014 года.

## Население
| 2001  | 2014  | 2015  | 2016  | 2017  | 2018  | 2019  |
| ----- | ----- | ----- | ----- | ----- | ----- | ----- |
| 6132  | ↘5434 | ↗5443 | ↗5493 | ↘5466 | ↗5522 | ↗5597 |
| 2020  | 2021  |       |       |       |       |       |
| ↘5563 | ↗5718 |       |       |       |       |       |

## Состав сельского поселения
| № | Населённый пункт | Тип населённого пункта       | Население |
| - | ---------------- | ---------------------------- | --------- |
| 1 | Первомайское     | село, административный центр | ↗3185     |
| 2 | Изюмовка         | село                         | ↗1128     |
| 3 | Отважное         | село                         | ↘486      |
| 4 | Садовое          | село                         | ↘364      |
| 5 | Жемчужина Крыма  | село                         | ↘265      |
| 6 | Изобильное       | село                         | ↗233      |
| 7 | Ключевое         | село                         | ↘78       |